# 12045 Klein
12045 Klein è un asteroide della fascia principale. Scoperto nel 1997, presenta un'orbita caratterizzata da un semiasse maggiore pari a 2,6068701 UA e da un'eccentricità di 0,1896421, inclinata di 12,71981° rispetto all'eclittica.